# Puchar Bułgarii w piłce siatkowej mężczyzn (2021/2022)
Puchar Bułgarii w piłce siatkowej mężczyzn 2021/2022 – 64. sezon rozgrywek o siatkarski Puchar Bułgarii. Za jego organizację odpowiadała Nacionalna Wolejbolna Liga we współpracy z Bułgarskim Związkiem Piłki Siatkowej. Zainaugurowany został 21 stycznia 2022 roku. W rozgrywkach brały udział wyłącznie kluby z najwyższej klasy rozgrywkowej, tj. z efbet Super Volley.
Rozgrywki składały się z 1/8 finału oraz turnieju finałowego, w ramach którego rozegrano ćwierćfinały, półfinały oraz finał. Rywalizacja toczyła się w systemie pucharowym, a o awansie decydowało jedno spotkanie. Drabinka turniejowa powstała w drodze losowania.
Turniej finałowy odbył się w dniach 29-31 stycznia 2022 roku w hali sportowej "Mładost" w Burgasie. Po raz trzeci Puchar Bułgarii zdobył Chebyr Pazardżik, który w finale pokonał Neftochimik 2010 Burgas. MVP turnieju finałowego wybrany został Jacopo Massari.

## Drużyny uczestniczące
| efbet Super Volley (16 drużyn) | efbet Super Volley (16 drużyn) |
| ------------------------------ | ------------------------------ |
| Beroe 2016 Stara Zagora        | 1/8 finału                     |
| Botew Łukowit                  | 1/8 finału                     |
| Chebyr Pazardżik               | zwycięstwo                     |
| CSKA Sofia                     | ćwierćfinał                    |
| Deja sport Burgas              | półfinał                       |
| Dobrudża 07 Dobricz            | 1/8 finału                     |
| Dunaw Ruse                     | ćwierćfinał                    |
| Lewski Sofia                   | ćwierćfinał                    |
| Marek Junion-Iwkoni Dupnica    | 1/8 finału                     |
| Montana                        | ćwierćfinał                    |
| Neftochimik 2010 Burgas        | finał                          |
| Pirin Razłog                   | półfinał                       |
| PSK Łokomotiw Płowdiw          | 1/8 finału                     |
| Rakowski 1964 Sewliewo         | 1/8 finału                     |
| Sliwniszki geroj Sliwnica      | 1/8 finału                     |
| Sławia Sofia                   | 1/8 finału                     |

## Rozgrywki

### 1/8 finału
| 21.01.2022 18:30 (UTC+2) | Chebyr Pazardżik | 3:0 (25:21, 25:21, 29:27) | Dobrudża 07 Dobricz | Hala sportowa "Wasił Lewski", Pazardżik Widzów: 250 Sędziowie: Simeon Iwanow i Chari Sałabaszjan |

| 21.01.2022 18:00 (UTC+2) | Dunaw Ruse | 3:0 (25:22, 25:15, 25:9) | Botew Łukowit | Hala sportowa "Dunaw", Ruse Widzów: 100 Sędziowie: Aleksandyr Winaliew i Borisław Jordanow |

| 21.01.2022 16:30 (UTC+2) | Deja sport Burgas | 3:0 (25:23, 25:20, 25:20) | Sliwniszki geroj Sliwnica | Hala sportowa "Mładost", Burgas Widzów: 80 Sędziowie: Iwajło Marinow i Weselin Argirow |

| 22.01.2022 18:00 (UTC+2) | CSKA Sofia | 3:0 (25:14, 25:12, 25:15) | PSK Łokomotiw Płowdiw | Hala sportowa "Wasił Simow", Sofia Widzów: 15 Sędziowie: Iwajło Iwanow i Bożidara Mitkowa |

| 22.01.2022 17:00 (UTC+2) | Beroe 2016 Stara Zagora | 0:3 (26:28, 13:25, 16:25) | Neftochimik 2010 Burgas | Hala sportowa "Iwan Wazow", Stara Zagora Widzów: 100 Sędziowie: Czawdar Marew i Krasimir Manołow |

| 21.01.2022 17:30 (UTC+2) | Rakowski 1964 Sewliewo | 0:3 (23:25, 22:25, 19:25) | Montana | Hala sportowa "Dan Kołow", Sewliewo Widzów: 105 Sędziowie: Paweł Ginew i Nikołaj Czołakow |

| 21.01.2022 18:00 (UTC+2) | Sławia Sofia | 0:3 (22:25, 21:25, 32:34) | Lewski Sofia | Hala sportowa "Panajot Pondałow", Sofia Widzów: 50 Sędziowie: Milena Łazarowa i Ilija Penkow |

| 21.01.2022 19:00 (UTC+2) | Pirin Razłog | 3:0 (25:17, 25:20, 25:19) | Marek Junion-Iwkoni Dupnica | Hala sportowa "Septemwri", Razłog Widzów: 200 Sędziowie: Stojan Barew i Kirił Stojanow |

### Turniej finałowy

#### Ćwierćfinały
| 29.01.2022 12:30 (UTC+2) | Chebyr Pazardżik | 3:0 (25:13, 25:18, 25:18) | Dunaw Ruse | Hala sportowa "Mładost", Burgas Widzów: 100 Sędziowie: Stojan Barew i Władimir Kotew |

| 29.01.2022 15:00 (UTC+2) | Deja sport Burgas | 3:0 (25:14, 25:15, 25:16) | CSKA Sofia | Hala sportowa "Mładost", Burgas Widzów: 100 Sędziowie: Aleksandyr Winaliew i Martin Janakiew |

| 29.01.2022 17:30 (UTC+2) | Neftochimik 2010 Burgas | 3:0 (25:16, 25:19, 25:21) | Montana | Hala sportowa "Mładost", Burgas Widzów: 400 Sędziowie: Ilijan Georgiew i Czawdar Marew |

| 29.01.2022 20:00 (UTC+2) | Lewski Sofia | 1:3 (13:25, 25:19, 21:25, 23:25) | Pirin Razłog | Hala sportowa "Mładost", Burgas Widzów: 50 Sędziowie: Simeon Iwanow i Borisław Jordanow |

#### Półfinały
| 30.01.2022 16:00 (UTC+2) | Chebyr Pazardżik | 3:0 (25:15, 25:17, 25:14) | Deja sport Burgas | Hala sportowa "Mładost", Burgas Widzów: 300 Sędziowie: Simeon Iwanow i Ilijan Georgiew |

| 30.01.2022 18:30 (UTC+2) | Neftochimik 2010 Burgas | 3:0 (25:15, 25:18, 25:15) | Pirin Razłog | Hala sportowa "Mładost", Burgas Widzów: 300 Sędziowie: Borisław Jordanow i Aleksandyr Winaliew |

#### Finał
| 31.01.2022 19:00 (UTC+2) | Chebyr Pazardżik | 3:1 (25:23, 25:27, 25:23, 25:21) | Neftochimik 2010 Burgas | Hala sportowa "Mładost", Burgas Widzów: 1100 Sędziowie: Iwajło Iwanow i Konstantin Jowczew |